# Psaliodes antesignata
Psaliodes antesignata là một loài bướm đêm trong họ Geometridae.